# Frederick Christian
Pour les articles homonymes, voir Christian.
Frederick W. Christian, né en 1877 à Burton upon Trent (Angleterre) et mort le 13 mai 1941, est un joueur britannique de cricket. 

## Biographie
Frederick Christian participe à l'unique match de cricket aux Jeux olympiques en 1900 à Paris. La Grande-Bretagne bat la France par 158 courses  et remporte donc la médaille d'or.